# 目白バ・ロック音楽祭
目白バ・ロック音楽祭（めじろバ・ロックおんがくさい、英: Mejiro Ba-Rock）は、2005年から2008年にわたり、毎年6月に開催した音楽祭。
『バ・ロック』という活動理念のもと、出演者・地元商店・関係者の発案による多彩な挑戦が行われた。
目白地域の教会や歴史的建築物、巨匠による名建築など12会場を中心に計93回にわたる「演奏会」をはじめ、「シンポジウム」「展示会」「講座」「まち歩き」などを開催。会期日数は計80日、有料公演数は計72回。出演した日本人アーティストは延べ189名。海外からの招聘アーティストは13名。有料公演への来場者は1.2万人、入場率は83％。2008年には地元目白界隈からの参加者が50％を越え「新たな目白ブランド」に成長。さらに後援三区のひとつ豊島区は文化芸術創造都市として平成20年度文化庁長官表彰を受賞した。価値創造として目白ブランディング効果 4.6億円、音楽祭事業総経費 1.1億円。2009年3月、4年間の開催「第一幕」が終了したと報告されている。

## 基本理念『バ・ロック』
『バ・ロック』とは、「バロック」にちなむ造語。目白という「バ＝場」に「ロック＝尖端的な活動をしている人」が集まるという、この音楽祭のイメージを表現している。
『バ・ロック』の「バ＝場」の定義
- 1：すでにある「歴史的な資産」を活かすこと
- 2：「新しい才能」を発掘し応援すること
- 3：「魅力的な商品」を提供し地元も進化しつづけること

『バ・ロック』の「ロック＝人」の定義
- 1：こだわりをもって「挑戦」していること
- 2：そしてそれが「ハイクオリティ」であること
- 3：人と人との交流を促す、「ハート＝LOVE」があること

## バ・ロックな場づくり
- アートディレクター：イアン筒井
- 音楽監督：武田浩之
- プロデューサー：筒井一郎、武田浩之、斉藤基史
- 目白地域ブランディング・スーパーバイザー：高野之夫（豊島区長）、中山弘子（新宿区長）、成沢広修（文京区長）
- 地域ブランディング・スーパーバイザー：河野裕道、安藤三春、青木幸弘

## 魅力的な「バ」
- 教会：目白聖公会、東京カテドラル聖マリア大聖堂（カトリック関口教会）、聖母病院チャペル、日本聖書神学校・礼拝堂
- 歴史的建造物：自由学園明日館・講堂、和敬塾、鳩山会館、蕉雨園・講談社野間記念館
- 学校施設：学習院創立百周年記念会館小講堂、立教大学第一食堂、日本女子大成瀬記念講堂
- ギャラリー＆カフェ：三春堂ギャラリー、花想容、花よろず、望美楼ギャラリー、ゆうど、カフェ・ル・プティニ、ギャラリーKAI、ギャラリー鶉
- 音楽ホール：雑司が谷音楽堂、トッパンホール、文京シビックホール

## 「ロック」な音楽の仲間たち
- 招聘アーティスト
  - グナール・レツボール（Gunar Letzbor）、ニコラウ・デ・フィゲイレド（Nicolau de FIGUEIREDO）、エンリコ・ガッティ（Enrico Gatti）、アドリアン・ロドリゲス・ファン・デル・スプール（Adrian Rodriguez van der SPOEL）、ラ・ヴェネクシアーナ（La Venexiana）、ラファエル・ボナヴィータ（Rafael BONAVITA）、ペーター・ダイクストラ（PeterDijkstra）、ダン・ラウリン（Dan Laurin）
- 日本人アーティスト
  - 花井哲郎（ヴォーカル・アンサンブル カペラ音楽監督）、濱田芳通（アントネッロ音楽監督）
  - 花井尚美／鈴木美登里／本保尚子／青木洋也／及川 豊／望月寛之／根岸一郎／小酒井貴朗／稲田知子／今江奈緒子／金子千晶／小野萬里／上田美佐子／西山まりえ／石川かおり／伊左治道生／平井み帆／平尾雅子／堀澤麻衣子／安斉孝秋／衣川恵章／川本悠自／新藤清子／矢野 薫／七条信明／中川洋子／船方公子／藤澤絵里香／和田充弘／小澤高志／春日保人／中村孝志／松永綾子／山口幸恵／懸田貴嗣／渡邊 孝／谷口洋介／野村和貴／丹沢広樹／上田美佐子／西澤央子／細川大介／飯塚睦彦／竹宮千恵／古橋潤一／金子 浩／つのだたかし／寺神戸亮／針ケ谷伸子／古川知子／田中理恵子／一ノ瀬トニカ／懸田奈緒子／三宮正満／尾崎温子／パク・スン・ヒ／ジ・ヨング・キム／岡田龍之介／櫻井 茂／藤本暁子／近藤辰俊／畠山真央／原嶋絵美／佐藤悦子／菊池薫音／星野典子／今井和雄／小笠原美敬／横町あゆみ／武澤秀平／能登伊津子／大井浩明／高橋未希／脇田英里子／功刀貴子／荒木優子／西澤誠治／鈴木優人／米良美一／ディミトリー・バディアロフ／常味裕司／平松加奈／喜多直毅／吉野弘志／海沼正利／和田 啓／五十嵐柾美／辻 康介／名倉亜矢子／上田美佐子／海沼正利／深沢美奈／近藤治夫 他
  - リクレアツィオン・ダルカディア／カペラッテ／コントラポント／ジョングルール・ボン・ミュジシャン／日本フィルハーモニー交響楽団／ファルハ

## 「ロック」な場づくりの仲間たち
- 個人
  - 安藤三春／青木喜志子／青柳雄彦／新井千晶／有賀 寛／浅見隆平／朝倉めぐみ／秋月雅也／青木 滋／イアン筒井／伊藤榮洪／井上絢子／今谷和徳／今井 芽／石川嘉則／井浦幸雄／飯塚真司／池田真理子／伊藤 仁／今井雅文／今村佳代／上野仁志／上野真帆／牛窪絵里／梅岡俊彦／江口貴子／エシェン・ジルベル／大塚利明／大槻和香／大西和子／大澤 学／小柳津昌彦／大沼ショージ／奥山朱美／太田智子／落合大輔／岡崎義和／掛札佳奈／河野裕道／関 慎吾／河野知子／香取 剛／金子みゆき／北沢友宏／岸　勝久／黒田秀雄／草薙恵里子／小林徳子／小林 恵／小林元文／小松崎敬子／小松 稔／小中清夫／斉藤 理／斎藤雅人／斎藤公治／坂倉真紀子／佐藤善志／佐藤立樹／佐野友里／坂崎則子／佐藤俊二／清水正行／沢井まみ／佐治真規子／嶋田 亮／嶋田幸紀／霜鳥美和／清水義晴／清水美智夫／清水 伸／柴田知彦／柴田いづみ／杉原基之／菅原すなほ／須崎亮二／砂川裕孝／スコット・ショウ／禅野靖司／瀬戸雄史／関 幸子／園田みどり／高橋輝暁／高橋祐司／高野麻衣／高橋克樹／田沢 孝／田巻 健／竹内里美／竹内千舟／武田浩之／舘岡真木子／塚原琢哉／筒井一郎／筒井公子／照井澄香／戸張榮一／戸張至朗／友野浩明／長澤直子／永田欄子／那須良郎／生江ゆかり／中村光太郎／中村 功／西嶋佐知子／西巻正史／新津成美／針谷弘志／早川愛美／濱中祐紀／濱中芳江／原田和香／芳賀雄一／林 苑子／平野克己／樋口清美／深澤昇平／福田成康／福田 稔／藤田　孝／星野智子／保坂菊代／保坂真一／星野宏美／本間美紀／間野英子／前沢美津枝／萬谷衣里／松崎 恵／松本和人／松井良泰／増子昭夫／美濃ちどり／武藤将也／村田栄三／森本美栄／安川智子／山尾敦史／矢作豊子／山城梨揚／山本 浩／山田秀之／山田正和／安田太郎／薬師寺まり子／吉澤　敏／吉井一子／よしむらこう／横田庄一郎／若林 潤／渡辺信二

- 法人＆団体関係者
  - アルケミスタ／アントレ／梅岡楽器サービス／エーザイ／エスコミュニケーション／オーストリア航空／落合ほたる／沖電気工業／川村学園／学習院／学習院大学経済経営研究所／キングインターナショナル／キングレコード／コードコム／沢井音楽事務所／スタンズ／スタジオ・アルシス／ストリートチルドレン芸術祭／椿山荘／東京エムプラス／チョコレボ実行委員会／デンエンチョウフロマン／ディヴァナ・アイツィンガー・ジャパン／東京あるきテクト／東京MDE／凸版印刷／日本コンサルタントグループ／日本エンジェルズフォーラム／日本女子大学／ヌールエデザイン総合研究所／博進堂／パスコ／F.L.ライトの小路倶楽部／文化出版局「銀花」「ミセス」／日比谷アシスト／ブロックバスター／プロット／ホテルメトロポリタン／ムジークハレ／まちかどの近代建築写真展実行委員会／目白けやき倶楽部／目白東フェスティバル／モーストリークラシック／立教大学文学部百周年記念事業実行委員会／リーガロイヤルホテル東京／WPS

- 協力関係者
  - 伊藤忠ファッションシステム／経済産業省／東京商工会議所新宿支部／目白商業協同組合／目白まちづくり倶楽部／目白通りアートプロジェクト／オランダ大使館／ブラジル大使館／スペイン大使館／プレゼランス／都市出版／音楽之友／としまテレビ／企業メセナ協議会／豊島区／新宿区／文京区